# Viktor Rasjtjupkin
Viktor Ivanovitj Rasjtjupkin (ryska: Виктор Иванович Ращупкин), född den 10 oktober 1950 i Kamensk-Uralskij, Ryssland, är en sovjetisk friidrottare inom diskuskastning.
Han tog OS-guld i diskuskastning vid friidrottstävlingarna 1980 i Moskva. 